# Koreanische Waldmaus
Die Koreanische Waldmaus (Apodemus peninsulae) ist eine Säugetierart aus der Gattung der Waldmäuse (Apodemus) innerhalb der Nagetiere (Rodentia). Sie ist über einen großen Teil der Volksrepublik China bis in den Süden Sibiriens und in Korea verbreitet.

## Merkmale
Die Koreanische Waldmaus erreicht eine Kopf-Rumpf-Länge von 8,0 bis 11,8 Zentimetern und eine Schwanzlänge von 7,5 bis 10,3 Zentimetern. Die Hinterfußlänge beträgt 21 bis 23 Millimeter und die Ohrlänge 14 bis 17 Millimeter. Das Rückenfell ist blass rötlich-braun und wird an den Körperseiten blass gelblich-braun. Die Bauchseite ist gräulich-weiß und gegenüber der Rückenseite gut abgesetzt, ohne eine scharfe Linie zu bilden. Der Schwanz ist etwa so lang oder etwas kürzer als der Restkörper. Die Ohren entsprechen in ihrer Färbung den Schultern und dem Kopf. Die Weibchen besitzen vier Paar Zitzen, davon je zwei im Brust- und Lendenbereich. Der Schädel hat eine Länge von 25 bis 29 Millimetern. Er besitzt sehr gut ausgeprägte Überaugenwülste, die jedoch nur leicht auf die Scheitelbeine übergreifen.

## Verbreitung
Die Koreanische Waldmaus ist über einen großen Teil der westlichen und südöstlichen Flachlandgebiete der Volksrepublik China bis in den Norden der Mongolei, Teile von Kasachstan, den Süden Sibiriens und weiterer Teile Russlands sowie in Korea verbreitet. Darüber hinaus kommt sie auf der zu Russland gehörenden Insel Sachalin und der japanischen Insel Hokkaidō vor.

## Lebensweise
Die Koreanische Waldmaus lebt vor allem in Buschland- und Waldgebieten.

## Systematik
Die Koreanische Waldmaus wird als eigenständige Art innerhalb der Waldmäuse (Gattung Apodemus) eingeordnet, die aus 20 Arten besteht und über weite Teile Europas und Asiens verbreitet ist. Die wissenschaftliche Erstbeschreibung erfolgte durch Oldfield Thomas im Jahr 1907, der die Art anhand von Individuen aus Korea etwa 110 Meilen südöstlich von Seoul beschrieb.

## Gefährdung und Schutz
Die Art wird von der International Union for Conservation of Nature and Natural Resources (IUCN) als nicht gefährdet (least concern) gelistet. Begründet wird dies durch das große Verbreitungsgebiet und die angenommen großen Bestände der Art. Bestandsgefährdende Risiken für die Art sind nicht bekannt.

## Belege
1. 1 2 3 4 5  Korean Field Mouse In: Andrew T. Smith, Yan Xie: A Guide to the Mammals of China. 2008, S. 255–256.
2. 1 2  Apodemus peninsulae in der Roten Liste gefährdeter Arten der IUCN 2015-4. Eingestellt von: A. Batsaikhan, D. Tinnin, B. Lhagvasuren, G. Sukhchuluun, 2008. Abgerufen am 22. Dezember 2015.
3. 1 2  Apodemus peninsulae (Memento des Originals vom 22. Dezember 2015 im Internet Archive)  Info: Der Archivlink wurde automatisch eingesetzt und noch nicht geprüft. Bitte prüfe Original- und Archivlink gemäß Anleitung und entferne dann diesen Hinweis.. In: Don E. Wilson, DeeAnn M. Reeder (Hrsg.): Mammal Species of the World. A taxonomic and geographic Reference. 2 Bände. 3. Auflage. Johns Hopkins University Press, Baltimore MD 2005, ISBN 0-8018-8221-4.